# Rodolfo Illanes
Rodolfo Joaquín Illanes Alvarado (* 18. August 1958 in La Paz; † 25. August 2016 bei Panduro) war ein bolivianischer Jurist und Politiker, der vom 14. März bis 25. August 2016 als stellvertretender Minister für innere Angelegenheiten im 3. Kabinett des Präsidenten Evo Morales diente.

## Leben
Rodolfo Illanes wurde 1958 in La Paz geboren. Er war Jurist an der Universidad Mayor de San Andrés (UMSA) in La Paz und arbeitete im Auftrag der Universidad de Costa Rica (UCR) im wissenschaftlichen Spezialgebiet Kriminalwissenschaften.
Illanes war Berater von Präsident Evo Morales in seiner ersten Amtszeit. In dessen Arbeitsministerium war er zuerst leitender Direktor im Verwaltungsdienst und dann stellvertretender Minister im Ministerium für Arbeit, Beschäftigung und Zivildienst.
Am 14. März 2016 übernahm er von Marcelo Elío Chávez die Position des stellvertretenden Ministers für innere Angelegenheiten.

## Entführung und Tod
Am 25. August 2016 wurde Illanes zusammen mit seinem Assistenten auf dem Weg nach Panduro entführt, wo er mit Teilnehmern von regierungskritischen Protesten sprechen wollte. Er wurde später von streikenden bolivianischen Bergleuten ermordet. Seine Ermordung war ein Schock für das an Protestaktionen reiche Land und für die regierende MAS. Verteidigungsminister Reymi Ferreira brach während einer Fernsehübertragung zusammen, als er erläuterte, wie Illanes ganz offensichtlich „geschlagen und zu Tode gefoltert“ worden war.
Regierungsminister Carlos Romero Bonifaz sprach von einer „feigen und brutalen Tötung“ und forderte die streikenden Bergleute auf, die Leiche des Ermordeten unverzüglich den Ordnungskräften auszuhändigen.